# Honda Life
El Honda Life (ホンダ・ライフ, Honda Raifu) és el nom de diversos automòbils lleugers o kei cars produïts pel fabricant d'automòbils japonés entre els anys 1971 a 1974 i 1997 a 2014. La primera generació substituïa el Honda N360 i no fou substituïda fins molts anys després de la seua fi pel Honda Today. La segona generació del Life substituïa el Today i, quan l'any 2014 es deixà de fabricar, va ser substituït pel Honda N-WGN.
L'any 2020, Donfeng Honda va reviure la denominació "Life" a la RPX per a una versió rebatejada del Honda Fit o Jazz produïda per Guangqi Honda.

## Primera generació (1971-1974)

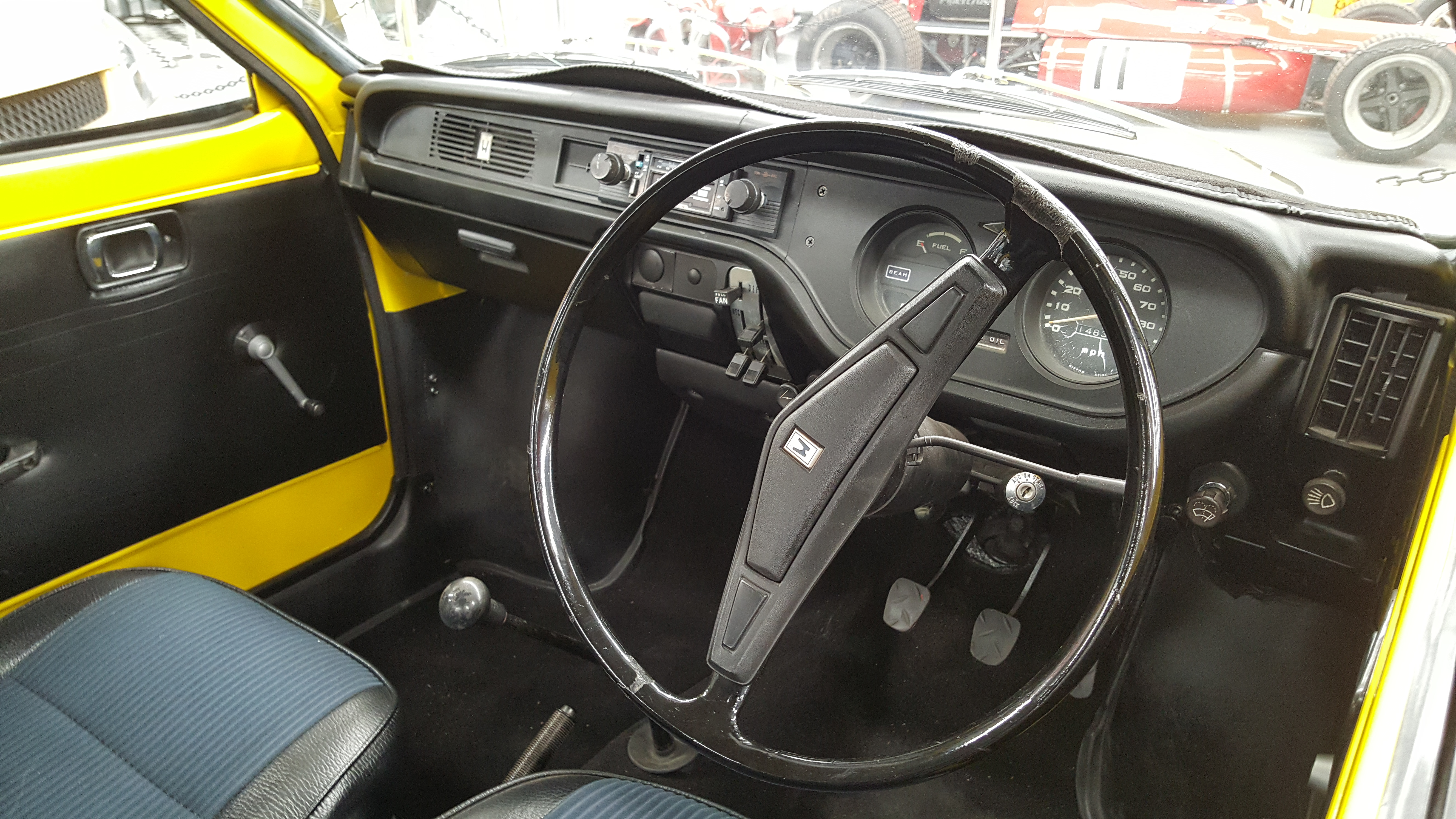
Interior d'un Life (1972)

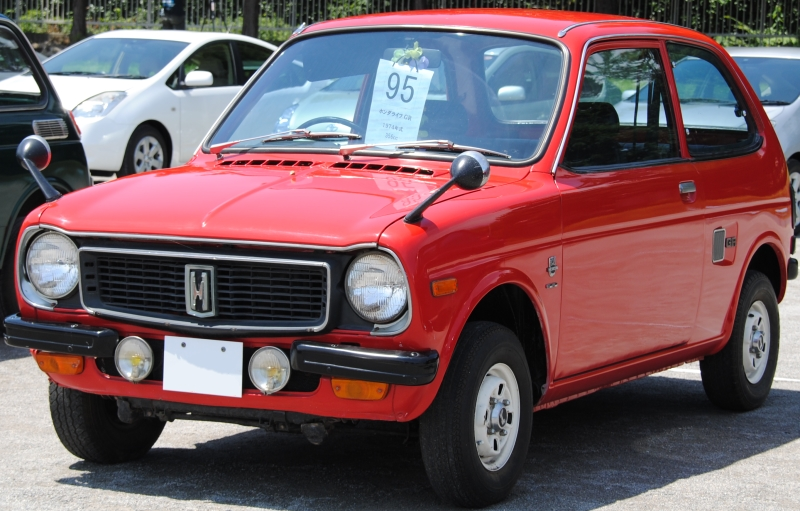
Life Touring (2P)

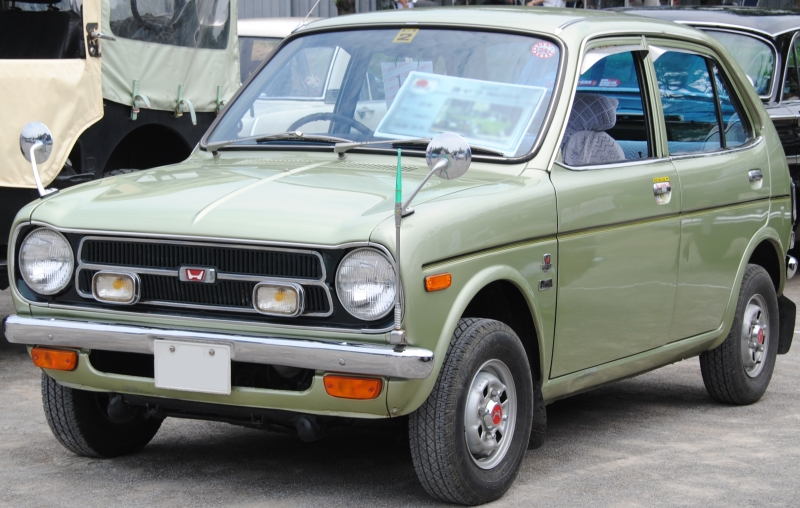
Life DeLuxe (4P)

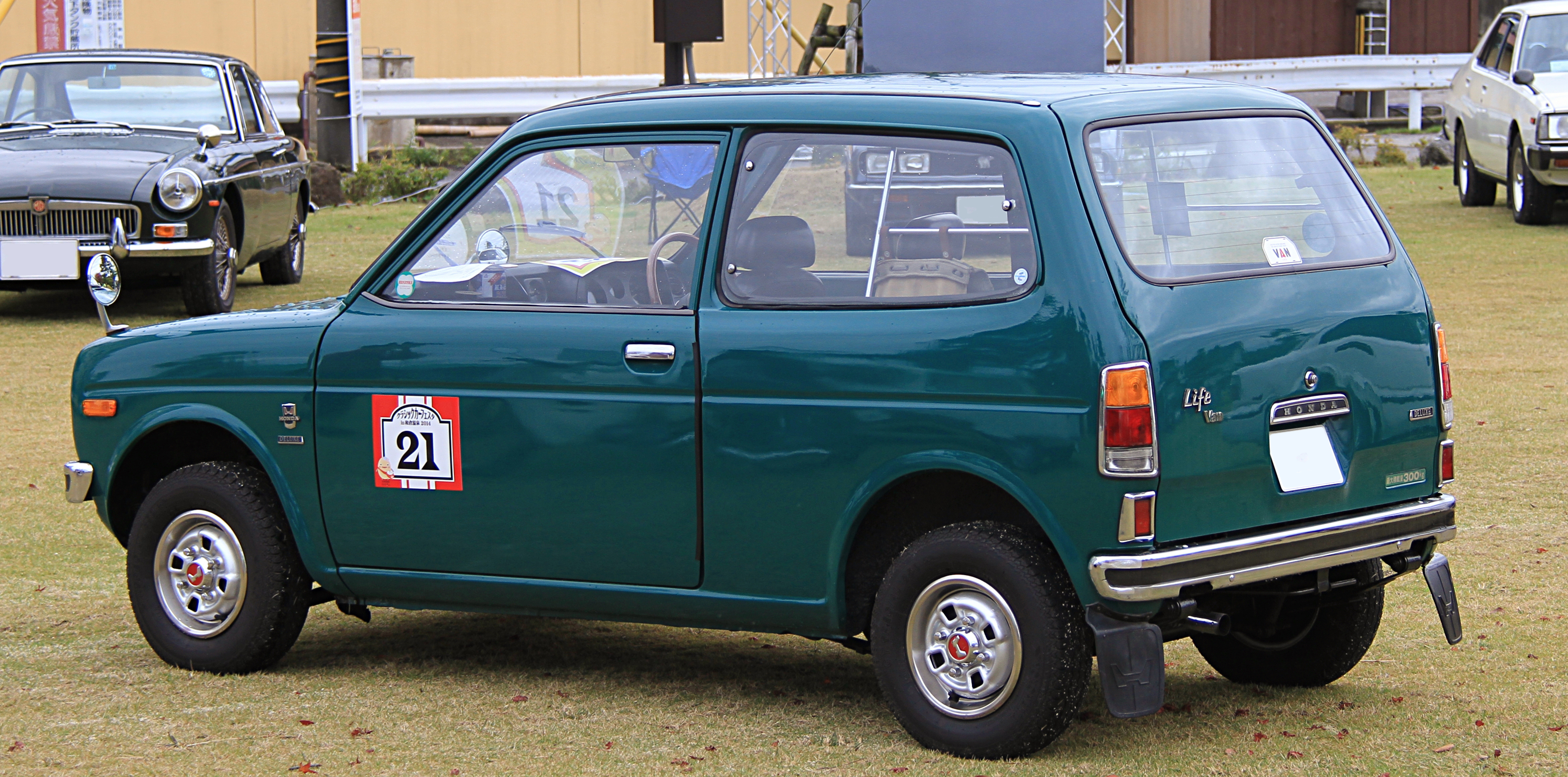
Life Van DeLuxe (1974)

La gama Life original s'oferia en berlina de dues o quatre portes i en familiar de tres portes (també comercialitzat com a furgoneta) i reemplaçava el Honda N360. En comparació amb l'anterior generació de berlines kei de Honda, el comfort interior va ser millorat amb la intenció de fer del Life un turisme familiar; de fet, l'objectiu de Honda era crear un kei car amb l'habitabilitat d'un cotxe de segment C de l'època. La batalla, amb 2.080 mil·límetres, és 8 centímetres més llarga que la del N360. La gama Life equipava un motor bicilíndric refrigerat per aigua de 356 centímetres cúbics que produïa 30 cavalls de potència a 8.000 revolucions per minut, desenvolupat a partir de la motocicleta Honda CB450 refrigerada per aire. La velocitat màxima del Life era de 105 quilòmetres per hora i tardava 34,9 segons en posar-se de 0 a 100 km/h.
El motor fou instal·lat amb un eix d'equilibri suplementari per tal de reduir les vibracions. El motor va ser qualificat com a "refinat" a les proves i es va considerar tant suau i silenciós com alguns de quatre cilindres. El canvi a un motor refrigerat per aigua també va eliminar l'olor a la calefacció sovint relacionat amb els motors refrigerats per aire que deixan passar aquest a l'habitacle del cotxe. Altra millora fou que la transmissió estava separada del motor, a diferència de l'N360 on la transmissió estava sobre la columna de direcció. La producció del Life va coincidir amb la del més gran Honda Civic i ambdós models van introduir la corretja de distribució, en lloc de la cadena, per al funcionament de l'arbre de lleves a la culata.
Aquesta generació del Life fou exportada a diveros mercats, com ara Austràlia, on el Life de quatre portes amb les mateixes especificacions japoneses fou presentat a mitjans de l'any 1972. A l'estranger, l'N360/N600 continuava comercialitzant-se simultàniament. El Life només fou produït durant quatre anys, ja que el Civic era més comercial tant al Japó com l'estranger. Quan Honda cancel·là la producció del Life, això suposà la fi dels cotxes de passatgers kei de la marca fins l'eixida del Honda Today l'any 1985. A l'època, els preus de Life començaven als 350.000 iens i els del Civic als 400.000. El Civic tenia l'avantatge de la mida, fent-lo més segur a l'hora d'una possible col·lisió.

## Segona generació (1997-1998)

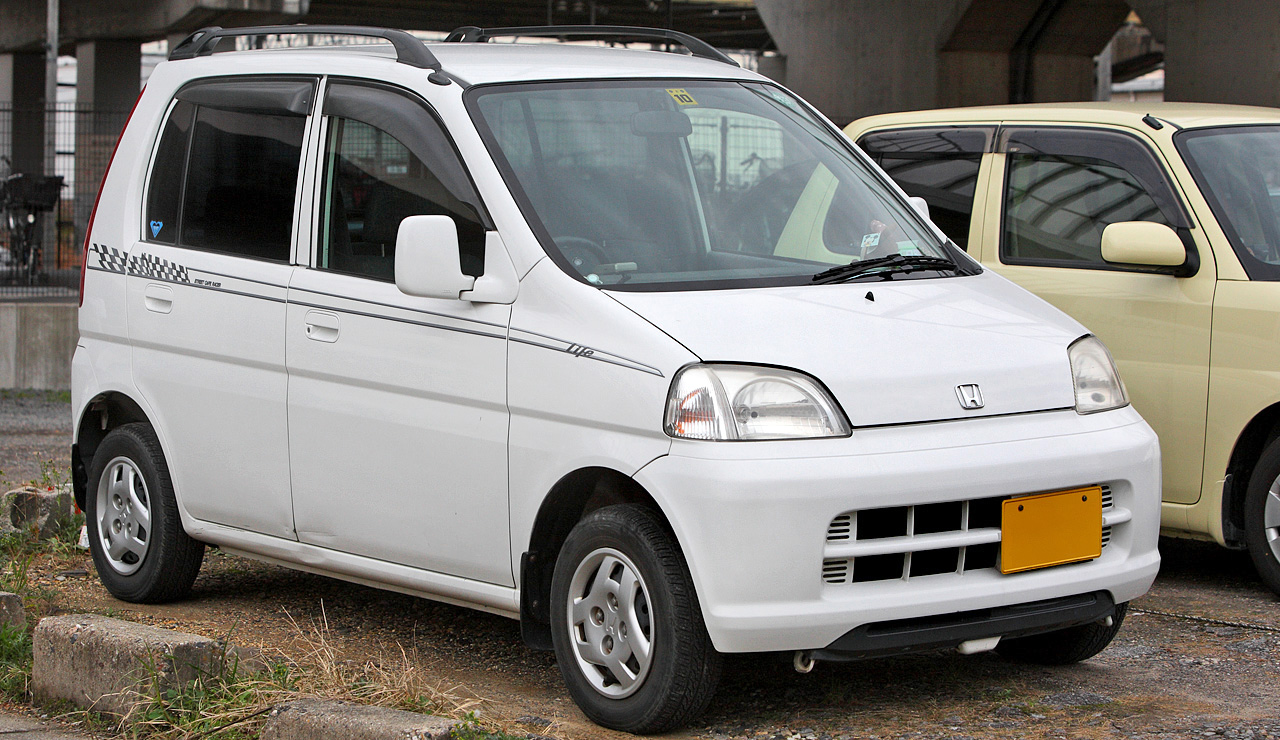
Life II pel davant

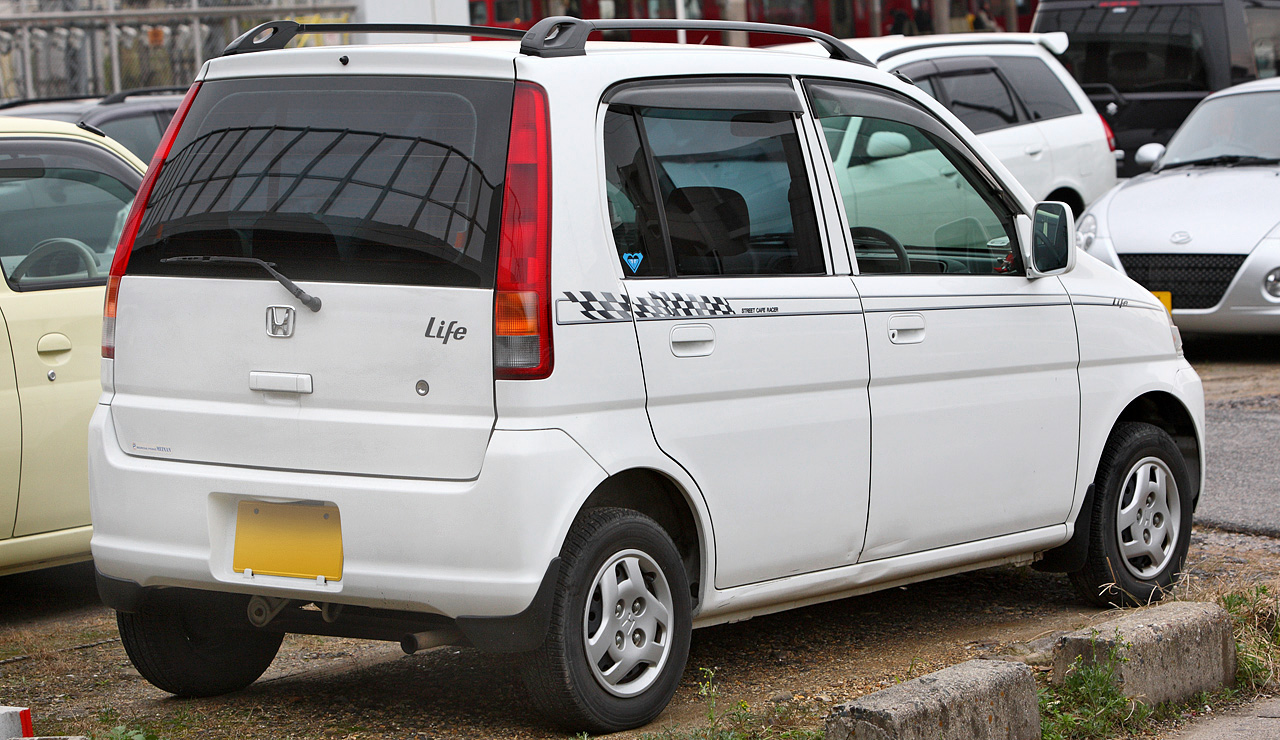
Life II pel darrere

L'any 1997, la denominació "Life" fou revivida per a un nou mini-monovolum de tracció al davant i cinc portes, el qual va necessitar un redisseny l'any següent degut a l'aprovació de la nova llei de kei cars. El Life equipava un motor de tres cilindres en línia SOHC de 656 centímetres cúbics. Podia equipar transmissió manual de cinc velocitats o automàtica de tres. Substitueix al Honda Today, amb el qual comparteix motor i era comercialitzat exclusivament al Japó als concessionàris Honda Primo. La morfologia del model fou desenvolupada en resposta a la popularitat del Suzuki Wagon R, líder en vendes, i els seus competidors Daihatsu Move, Subaru Pleo i el Mitsubishi Toppo del que es coneix com a sub-segment dels "Tall Wagons" o "familiars alts" dels kei cars.
El disseny fou una reinterpretació del Honda Life Step Van de la dècada del 1970 i la mecànica provenia del Honda Today. La plataforma, el xassís, els interiors i les dimensions eren pràcticament idèntiques a les del Today. La segona generació del Life fou un model realment breu degut a que, només un any després, canviaren les regulacions legals dels kei; sent produït només durant un any i mig. Degut a això, ha esdevingut un model molt estrany i difícil de vore.
El Life incloïa com a opcions un airbag "SRS" de cortina a la banda del conductor, vidres amb sistema d'absorció de la radiació ultravioleta, volant anti-bacterià i un sistema de frens sense bloqueig. Els nivells d'equipament eren els següents: "B", "G" i "T". L'ús d'un únic eixugaparabrises per al parabrisa davanter es va heretar de l'Honda Today.

## Tercera generació (1998-2003)

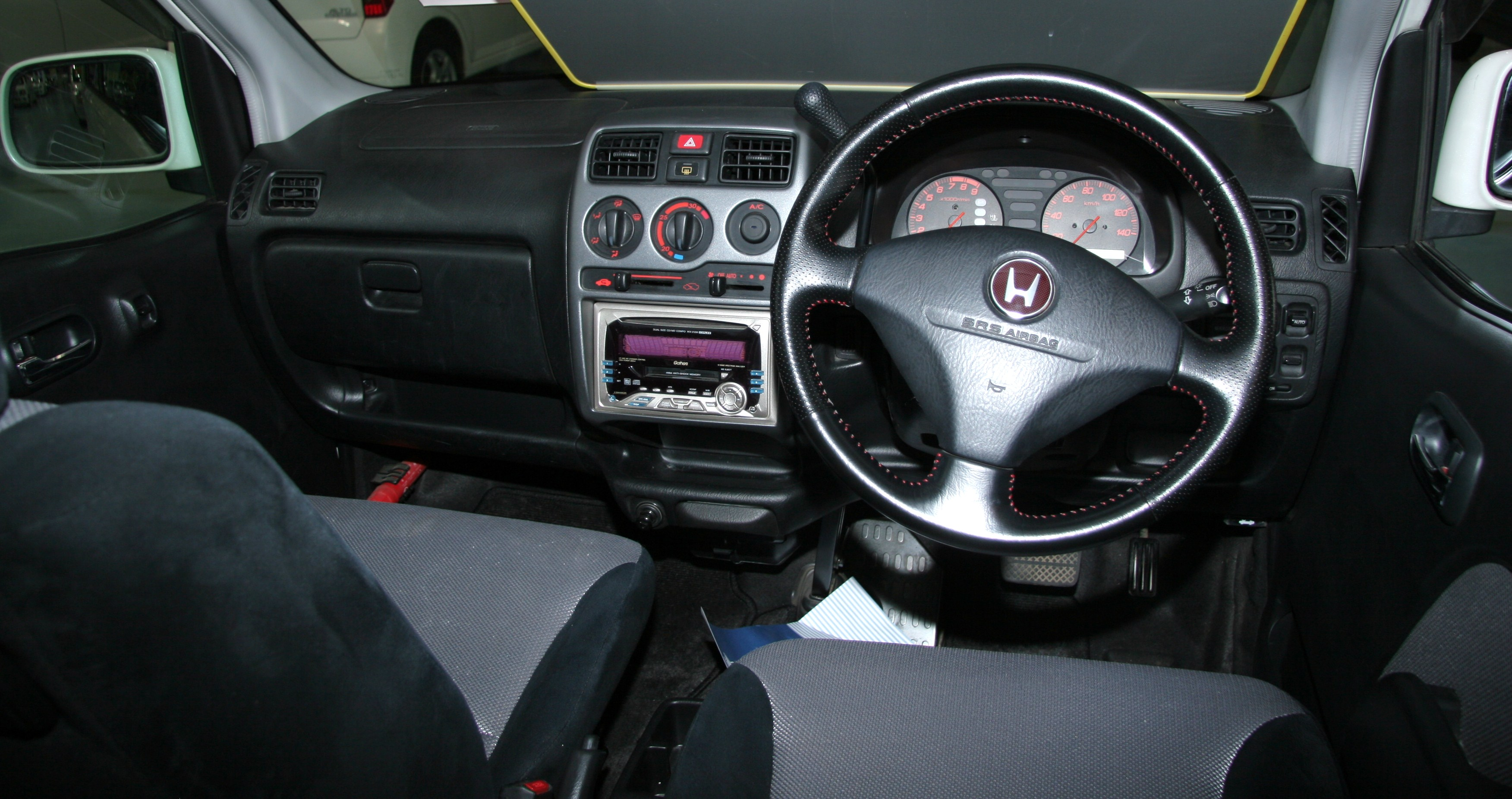
Interior del Life Dunk

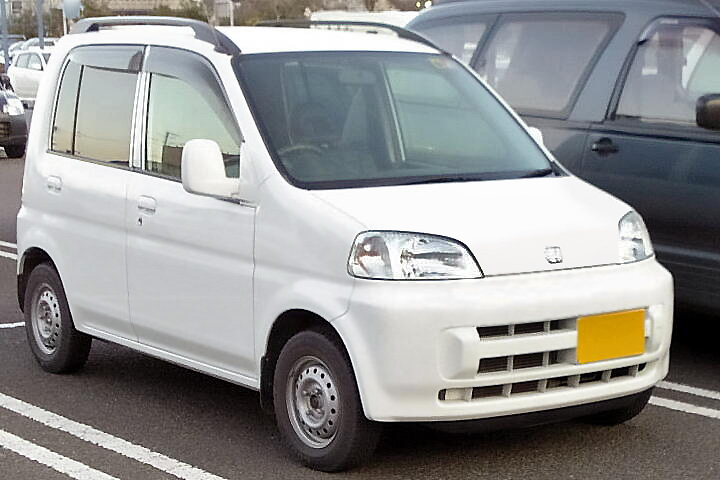
Life III

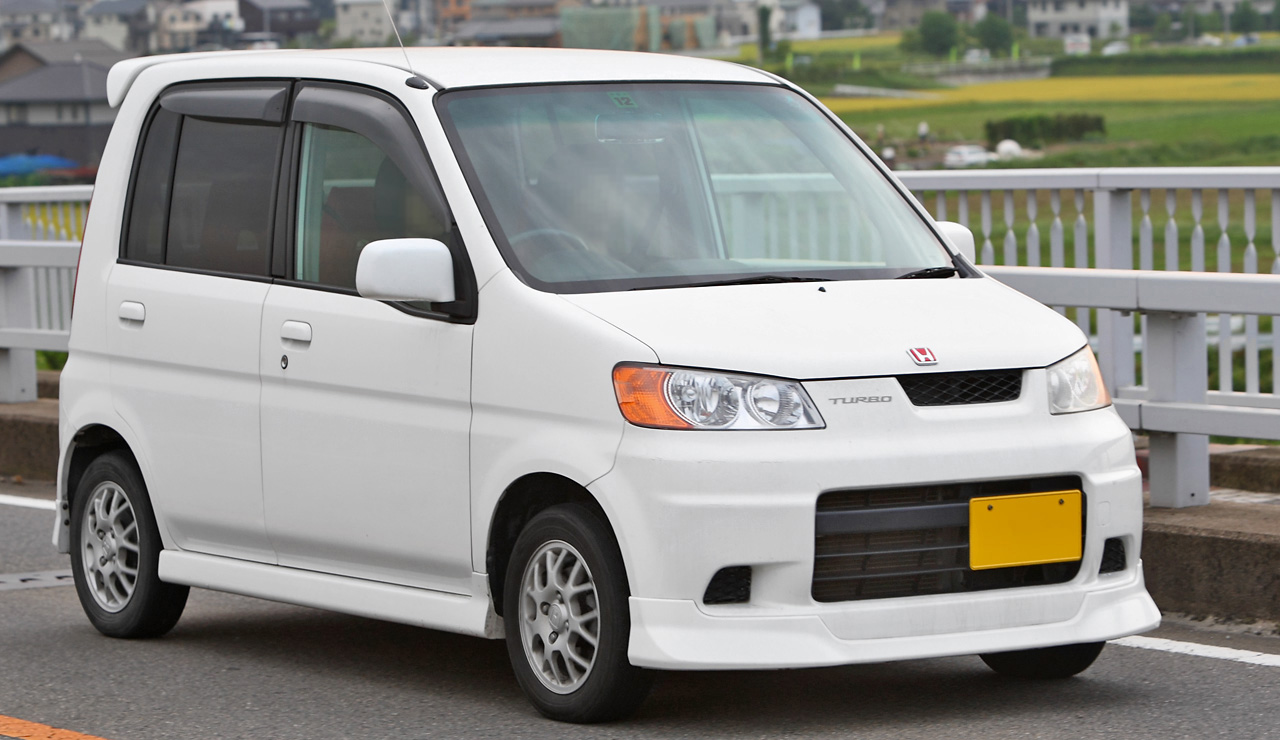
Life Dunk pel davant

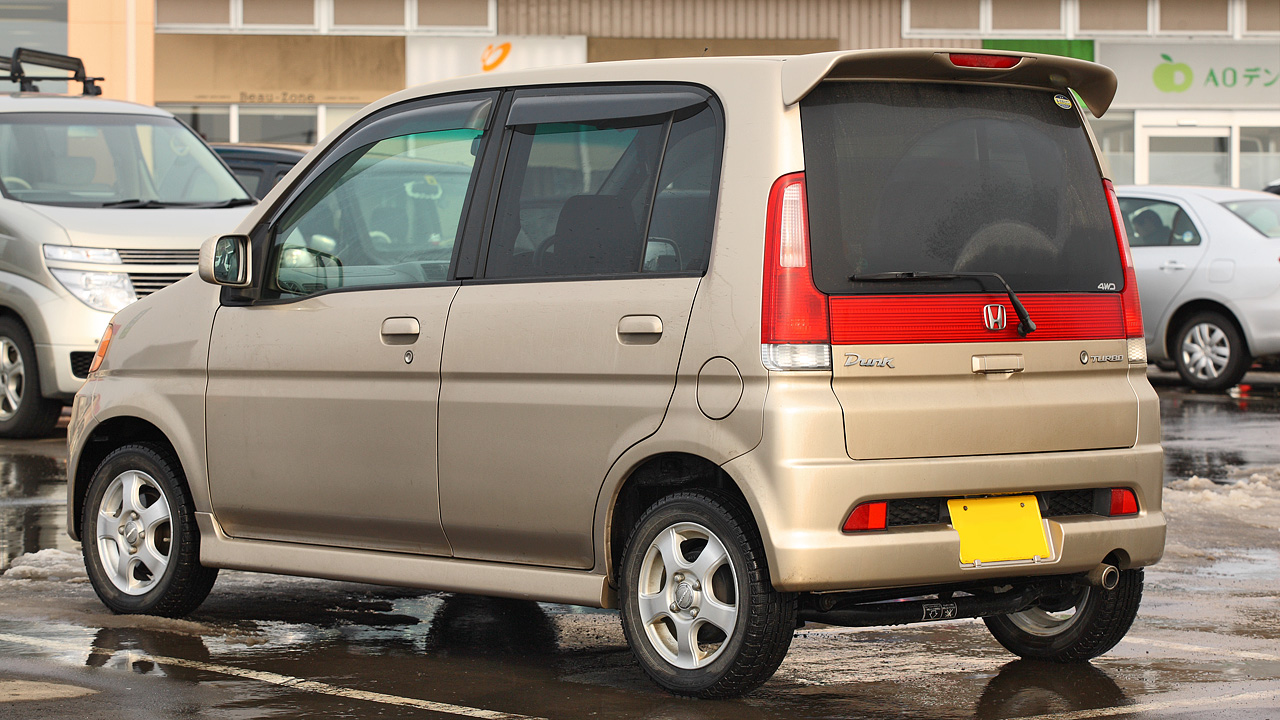
Life Dunk pel darrere

La tercera generació del Honda Life va eixir al mercat el 9 d'octubre de 1998 com a un redisseny de l'anterior generació, la qual havia quedat obsoleta per la nova llei de kei cars.
D'acord amb la nova llei, la tercera generació és més llarga i ampla que la precedent. La llargària va augmentar fins a 3.395 mil·límetres i l'amplària fins als 1.475 mm, fet que va permetre millorar la seguretat del vehicle en cas d'una possible col·lisió. Els elements de seguretat van millorar, com ara els airbags SRS de sèrie tant pel conductor com pel co-pilot.
A més de l'ampliació de les dimensions, el motor es va canviar de l'E07A al millorat E07Z atmosfèric. Al voltant d'un 20% mentre milloraven el parell a baixes revolucions, es van complir les normatives de baixes emissions (LEV). Hi estigué disponible una transmissió manual de cinc velocitats o automàtica de tres. Es va equipar una nova tracció a les quatre rodes.
Els nivells d'equipament del Life eren "T", "G", "B" i "L". El desembre de l'any 2000 es presentà el Life Dunk, una versió de caràcter esportiu amb turbocompressor i elements estètics diferenciats. El 24 de maig de 2001 el model va rebre un redisseny estètic que afectà al disseny del frontal i els fars davanters. L'agost de 2002 va eixir el sub-grau "Diva", que des de llavors seria el distintiu premium dels models Life, dins de la gama Life Dunk.
Finalment, l'agost de 2003 finalitza la producció de la tercera generació del Life i un mes després ho fa la comercialització per tal de donar pas a la següent generació.

## Quarta generació (2003-2008)

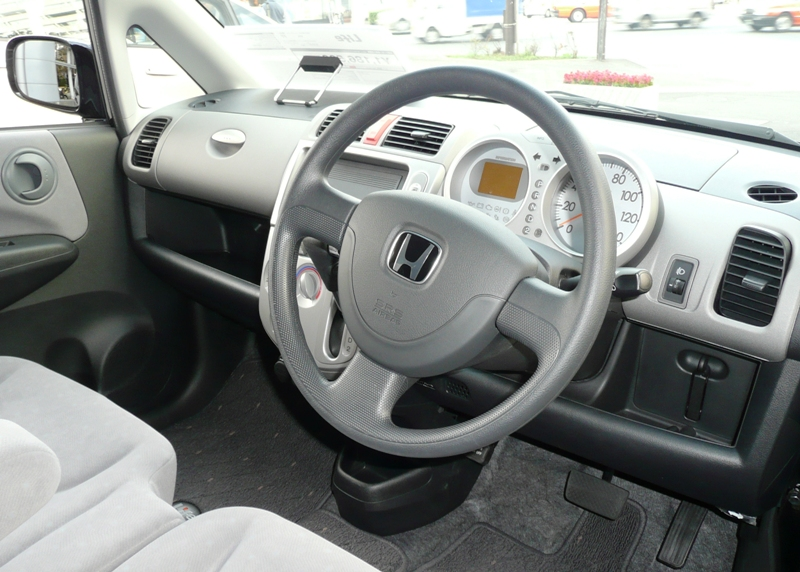
Interior del Life Diva

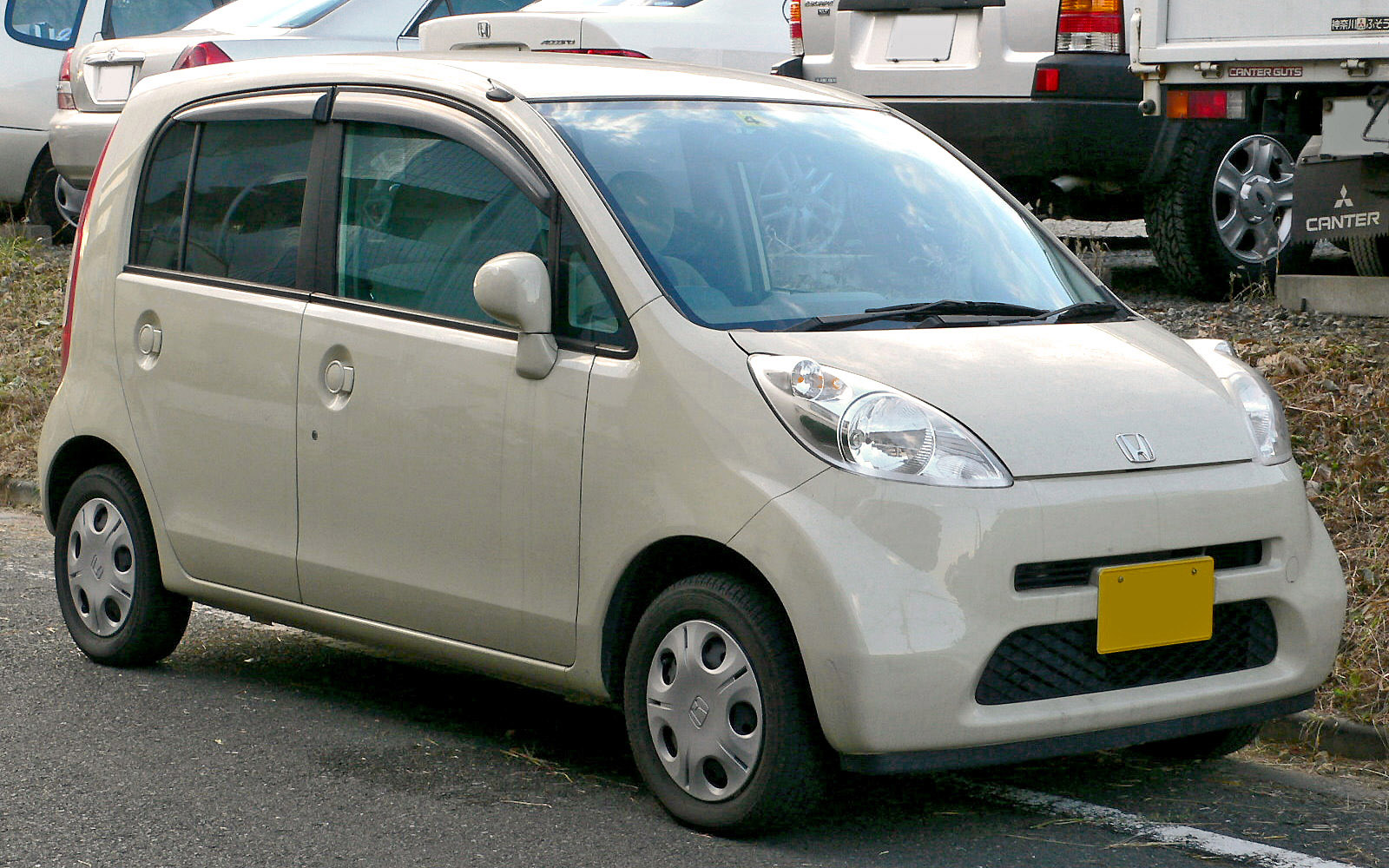
Life IV (2003-2006) pel davant

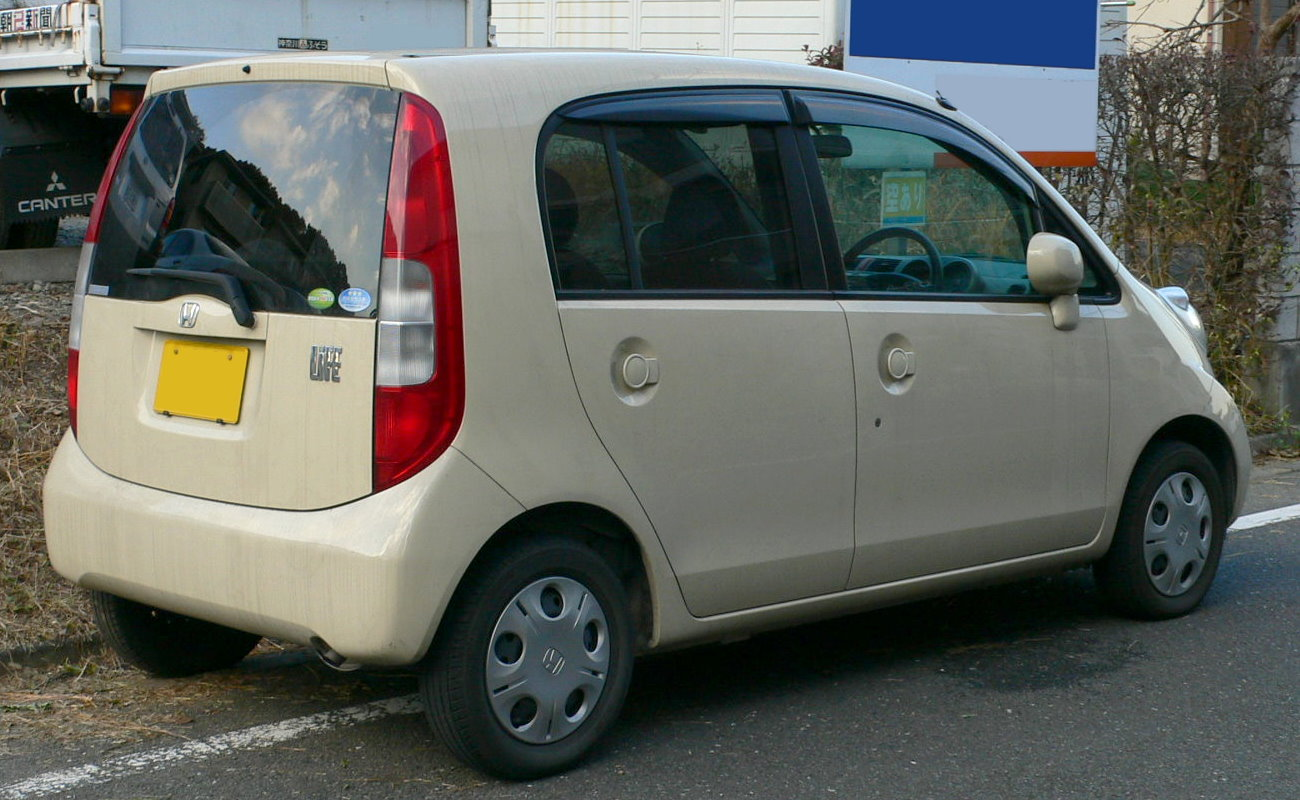
Life IV (2003-2006) pel darrere

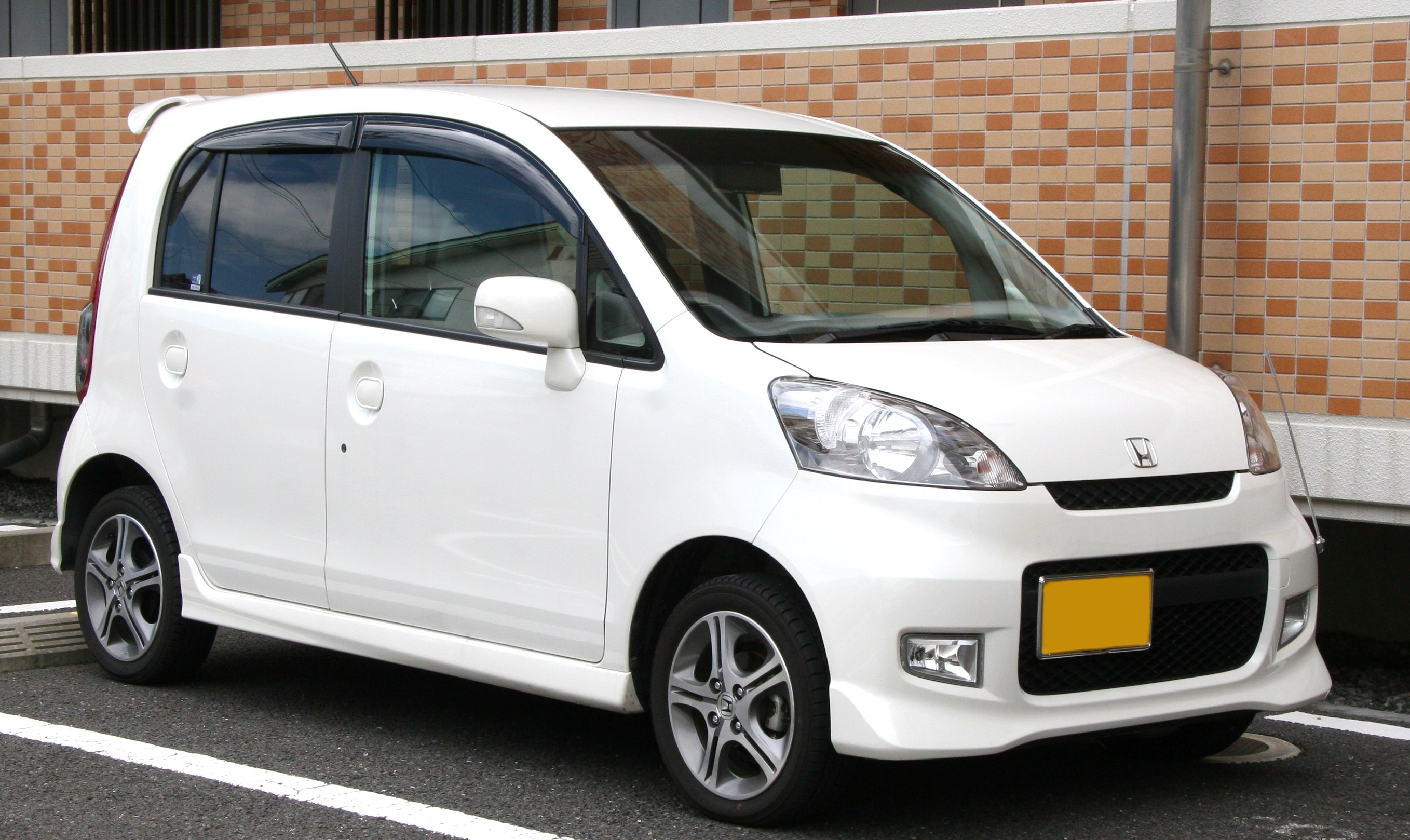
Life Diva (2006-2008)

La quarta generació del Life va vore la llum el setembre de l'any 2003 amb un nou motor de tres cilindres en línia i 660 (658) centímetres cúbics. També es podia equipar un turbocompressor opcional juntament amb una transmissió automàtica de quatre velocitats i una tracció a les quatre rodes opcional. Els elements de seguretat foren significativament millorats i les emissions reduïdes. Al disseny, es va col·locar una finestra triangular al punt de muntatge dels miralls laterals del vehicle. El Honda That's, un altre model de la marca, es desenvolupà sobre la plataforma del Life.
A diferència de l'anterior generació, el disseny de carrosseria d'aquesta quarta era més rodó. El recentment desenvolupat motor P07A de 660 cc, SOHC 6 vàlvules, tres cilindres atmosfèric (52 CV) o turbo (64 CV) va incrementar la potència del model. L'única transmissió disponible era una automàtica de quatre velocitats. Localitzada al costat del velocímetre hi havia una pantalla multifunció que donava una imatge de luxe i qüalitat poc vista al segment. Fàcils d'agafar en qualsevol direcció, es diu que les nanses circulars de les portes estaven influenciades per una cullera de gelat. Segons els estudis de mercat, la marca esperava que el principal comprador del Life fóra una dona jove exigent amb la conducció d'un automòbil. Els graus d'equipament eren "C", "F" i "D", tots tres també disponibles amb el motor turboalimentat. Els models turbo ja no rebien el nom separat de "Life Dunk".
L'any 2005, la marca tornà a introduir la versió "Diva" a la gama Life com a sinònim de versió premium similar a allò que en altres marques de kei cars califiquen com a "Custom".
La quarta generació del Honda Life deixà de produir-se a l'octubre de 2008 i un mes després es deixà de comercialitzar per tal de deixar pas a la nova cinquena generació.

## Cinquena generació (2008-2014)

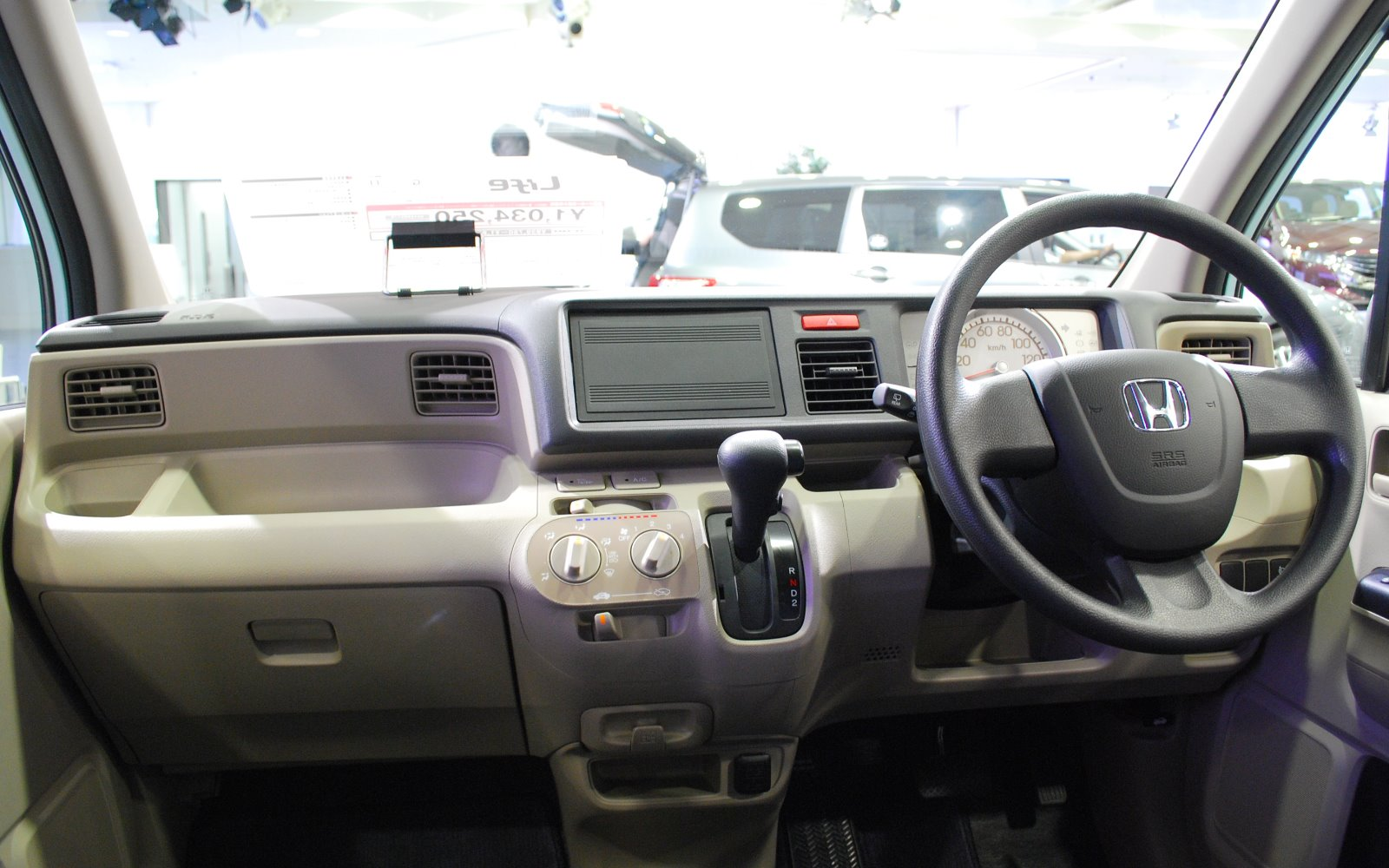
Interior del Life "G Type" (2008)

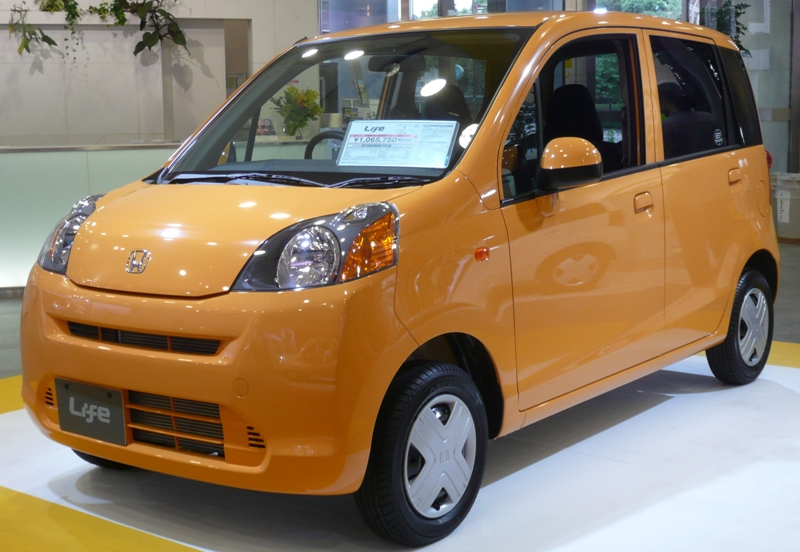
Life V "G Type" (2008)

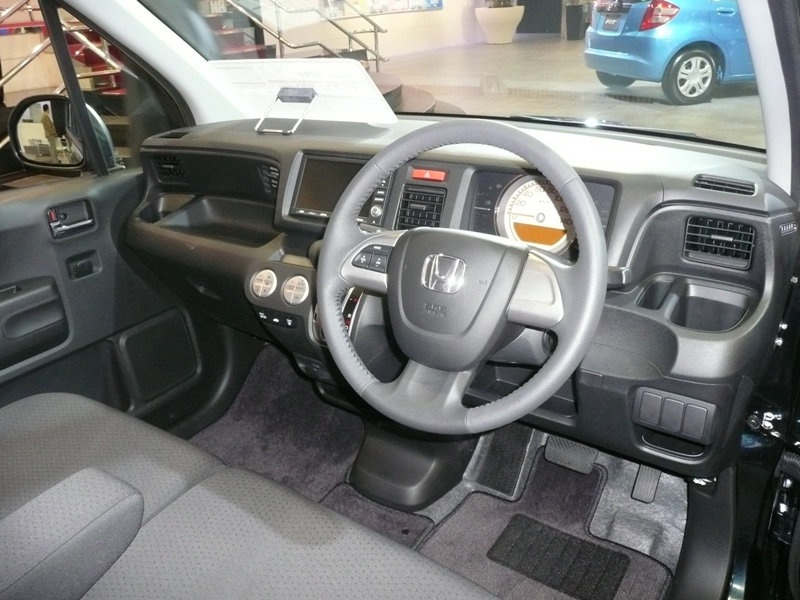
Interior del Life "Diva"

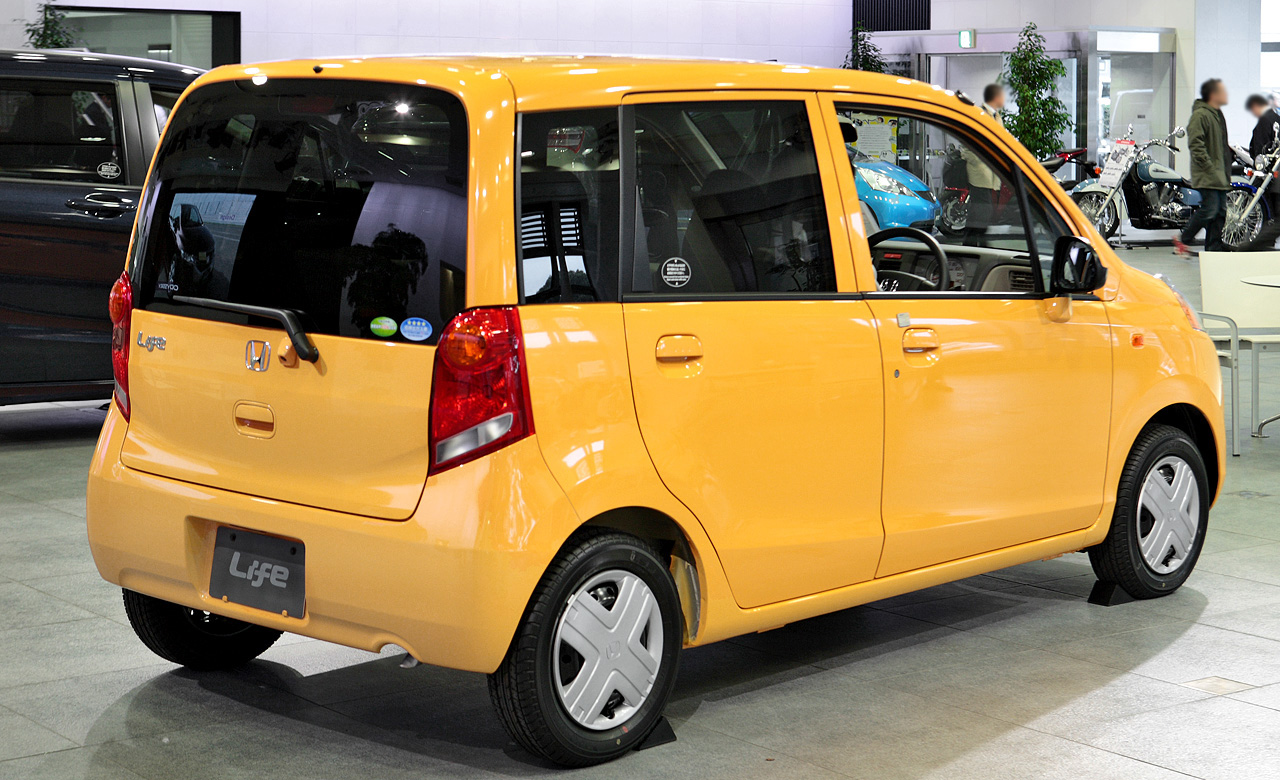
Life V "G Type" pel darrere (2008)

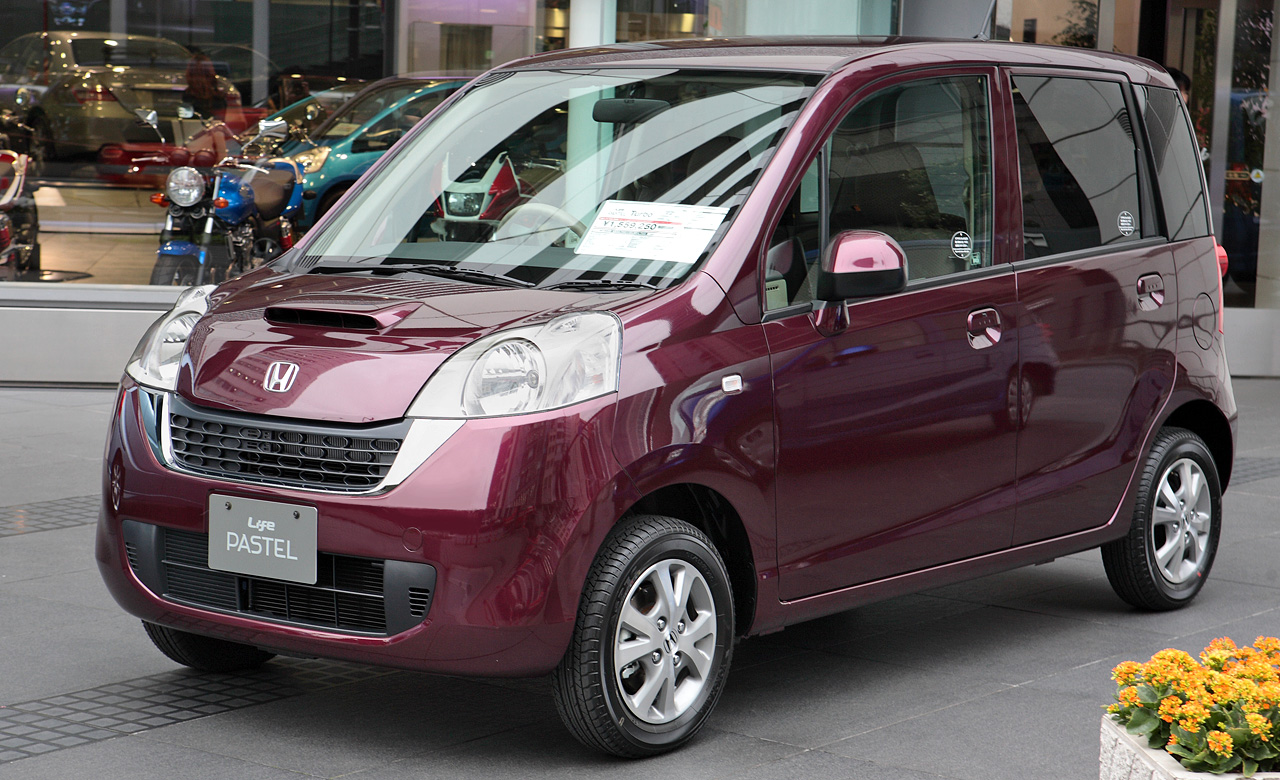
Life Pastel Turbo

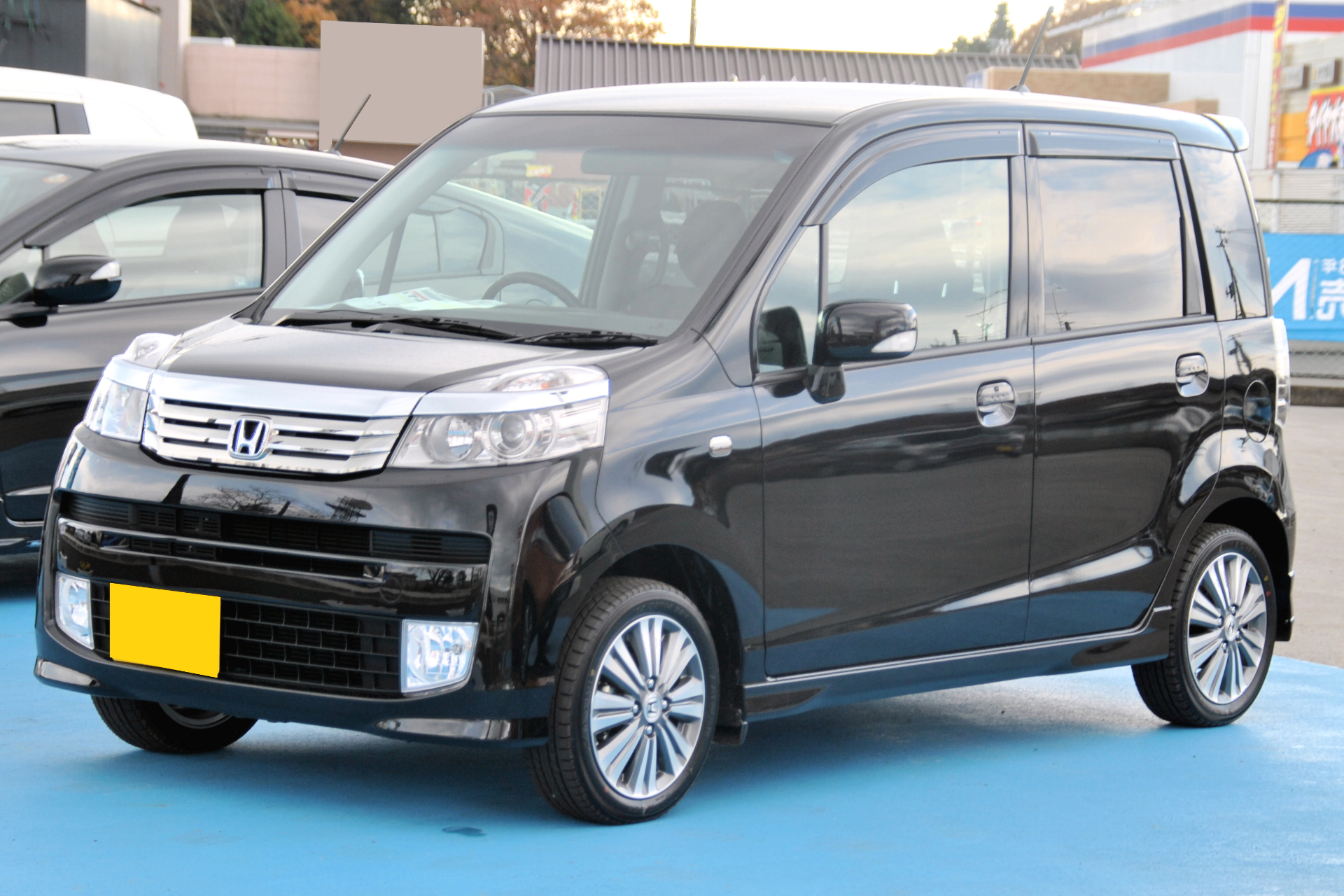
Life Diva

El novembre de l'any 2008, Honda començà la comercialització de la cinquena generació del Life. Aquesta generació estava disponible en els nivells d'equipament "C", "G", "PASTEL", "PASTEL Turbo", "DIVA" i "DIVA Turbo". La cinquena generació del Life va compartir mecànica i mercat amb el Honda Zest, una altra berlina kei d'inspiració més esportiva sorgida l'any 2006.
Aquesta generació va continuar equipant el motor P07A de l'anterior Life. El motor atmosfèric produïa 51 cavalls de potència a 7.100 revolucions per minut i 60 N·m a 3.600 rpm; la versió amb turbocompressor, només disponible als nivells "PASTEL" i "DIVA", produïa 63 cavalls a 6.000 rpm i 93 N·m a 4.000 rpm. El model podia equipar tracció al davant o a les quatre rodes.
La producció de la cinquena generació del Life es va anunciar el 18 de setembre de 2008 en un comunicat de premsa de la marca on també s'especificava el nombre d'airbags o el nou botó ECO de conducció sostenible i altres novetats que inclouria el model. A l'octubre començà la promoció de la nova generació, amb els nivells d'equipament "C", el més econòmic; "G", l'standard; el "PASTEL", més decorat i encarat al públic femení i el "DIVA", més esportiu i premium.
El disseny de la nova generació va prendre com a punt central la facilitació de la conducció. A aquest fet ajudava l'àmplia superfície acristallada del vehicle així com la posició dels fars davanters.
La producció i comercialització de la cinquena generació del Life va arribar a la seua fi a l'abril de 2014 amb un total de 287.608 unitats produïdes. Això va suposar la desaparició de la gama Life, iniciada l'any 1971 i represa l'any 1997, des de quan s'havien produït vora 1.730.000 unitats. El model successor del Life fou el Honda N-WGN, el qual ja havia eixit al mercat l'octubre de 2013 i quan això passà, Honda anuncià la pròxima descontinuació del model.